# ターミネーター2018
『ターミネーター2018』（原題：Rottweiler）は、2004年に公開されたスペインのSFホラー映画。日本では劇場未公開。

## 概要
原題は『Rottweiler（ロットワイラー）』である。
ポスター等に載っている、ハスキー犬から剥き出しに成った金属はターミネーターT-800その物である。
しかし、劇中で登場するサイボーグ犬は原題と同じ犬種「ロットワイラー」である。

## ストーリー
西暦2018年。アメリカ人のダンテは、スペイン不法入国の容疑でクファード大佐に逮捕された。移民収容所に収監されたダンテは、看守の隙をついて脱獄。追っ手を殺害し、プエルト・アンヘルという街へ目指す。そこでクファードに囚れている恋人のウーラを救い出すために。だが、獰猛な警察犬ロットワイラーが、その後を執拗に追跡してくる。銃で撃っても、地中に埋めても、再び姿を現しダンテを付け狙う不死身の魔獣。その正体は、犯罪者追跡用に開発されたサイボーグ犬だった。超合金の骨格と牙を持ち、獲物を引き裂き、喰いちぎる。そのミッションはただ一つ、ターゲットを殺すこと。山岳地帯から夜の大都会へ、狩る者と狩られる者の壮絶な闘いは続く。ダンテが遂にウーラと再会した時、明かされるクファードの陰謀。そして、ダンテとロットワイラーの最後の決闘がはじまる。

## キャスト
役名： 俳優（DVD版吹き替え）
- ダンテ： ウィリアム・ミラー（吹替：伊藤健太郎）
- ウーラ： イレーネ・モンターラ（吹替：岡寛恵）
- アリーヤ： パウリーナ・ガルヴェス（吹替：山像かおり）
- ドンゴロ： コーネル・ジョン（吹替：乃村健次）
- ボーグ： ルイス・オマール（吹替：廣田行生）
- クファード： ポール・ナッシー（吹替：島香裕）
- エスペランサ： イバナ・バケロ（吹替：樋口あかり）

## 超合金の魔獣ロットワイラー
犯罪者追跡用に開発されたサイボーグ犬。獰猛で超合金の骨格と牙をもち、あらゆる獲物を引き裂き、喰いちぎる。銃で撃っても、地中に埋めても、再び姿を現す不死身の魔獣。ロットワイラーに噛まれた者は、幻覚を見るようになる。匂いには敏感で犯罪者を付けねらうがクファード大佐には忠実。怪我をしたとき、自然治癒力はない。身長・体重・知能は普通の犬と変わらない。市民を5人殺した。クライマックスでは、超合金の姿を現した。